# 霜降りミキXIT
『霜降りミキXIT』（しもふりミキジット）は、TBSテレビで2020年6月29日から2022年3月14日まで毎週月曜23:56 - 翌0:55（JST、月曜『テッペン!』枠）に放送されていたトークバラエティ番組である。霜降り明星・ミキ・EXITの冠番組。

## 概要
霜降り明星、ミキ、EXITの6人がワンランク上の男＝“Mr.ダンディズム”になるため、VIPゲストをスタジオに招いた上で、その極意を学んでいくトークバラエティである。ゲストの特徴から様々なジャンルの「大人の男になるためのレクチャー」が展開され、6人はゲストから出題される題やテーマにチャレンジする。
番組開始当初は毎回「◯◯ダンディズム」とテーマを決めその回のMr.ダンディズムを選んでいたが、スペシャル以後ゲストにちなんだテーマにそって出演者間で競う形式からゲストと出演者でゲームをする形式にシフトし、それに伴いMr.ダンディズムを選出しなくなった。
2019年9月にパイロット版として霜降り明星とミキがMCを務める「マッチングIV」を放送。当初は2020年4月からレギュラー放送を開始する予定だったが、新型コロナウイルス感染拡大の影響により開始・放送延期が発表された。その後、同年6月29日からレギュラー放送を開始した。
2020年10月16日には初のゴールデン帯での特番が放送され、2021年4月26日には第2弾が放送された。
2021年4月からスタジオセットがリニューアルされた。
2021年10月改編より火曜 - 金曜の0:40 - 0:55（月曜 - 木曜深夜）において『よるおびドラマ』が編成されたため、本番組は15分縮小していたが、2022年1月10日より再度15分拡大して継続していた。
2022年3月14日を以て放送を終了したが、最終回はミキが新型コロナウィルスに感染したため、最終回は出演できないまま終了した。

## 出演者
MC
- 粗品（霜降り明星） - 主に進行を担当するが、自身がテーマにチャレンジする間は昴生が、昴生と粗品が対戦するなどの場合はせいやが進行を代行していた。
- せいや（霜降り明星）
- 昴生（ミキ）
- 亜生（ミキ）
- りんたろー。（EXIT）
- 兼近大樹（EXIT）

天の声（ナレーション）
- 岩下尚史（2020年6月29日 - 2021年8月9日、2021年10月18日 - 2022年3月14日）
- 花江夏樹（2021年9月20日放送分2時間SP）
- 下野紘（2021年9月20日放送分2時間SP）

2021年8月16日～10月11日放送分のレギュラー回においては、以下の俳優陣が「代打」としてナレーションを担当していた。
- 田山涼成（2021年8月16日放送分）
- 八嶋智人（2021年8月24日、9月6日、9月13日、9月27日、10月4日、10月11日放送分）
- 高橋克実（2021年8月31日放送分）

## 放送リスト
| 2020年（令和2年） | 2020年（令和2年）      | 2020年（令和2年）                                                 | 2020年（令和2年）            | 2020年（令和2年） | 2020年（令和2年） |
| 回                | 放送日                 | ゲスト                                                            | テーマ                       | コーナー | No.1ダンディズム  |
| ----------------- | ---------------------- | ----------------------------------------------------------------- | ---------------------------- | --- | ----------------- |
| 1                 | 6月29日                | LISA（m-flo）                                                     | セクシー年下ダンディズム     | エマる半裸ショット くすぐる貧乏プレゼント セクシー誘い出しフレーズ | 兼近              |
| 2                 | 7月6日                 | オアシズ（大久保佳代子・光浦靖子）                                | 男前芸人ダンディズム         | 思わず芸人に胸キュンした瞬間 女性芸人を傷つけないイジリ 忘れられないキス | 亜生              |
| 3                 | 7月13日                | 生見愛瑠 山之内すず                                               | ティーンにササるダンディズム | 好きぴランキング 撮りたくなるあるある動画ネタ | 昴生              |
| 4                 | 7月20日                | 又吉直樹（ピース）                                                | 文学男子ダンディズム         | 自由律俳句センスダンディズム タイトル&書き出しセンスダンディズム ペライチ小説センスダンディズム ブルーチーズゲーム                                                                  | 兼近              |
| 5                 | 7月27日                | 森泉                                                              | 真夏の勝負私服ダンディズム   | 勝負私服BATTLE | 昴生              |
| 6                 | 8月3日                 | 広瀬香美                                                          | 音楽センスダンディズム       | 熱唱！ワンフレーズ歌ってみた タイトルセンスダンディズム | せいや            |
| 7                 | 8月10日                | 石原良純                                                          | おじさんキラーダンディズム   | 軍団プレゼンダンディズム 趣味プレゼンダンディズム 怒りの境界線を探れ！良純ガオガオパニック 怒りの境界線を探れ！良純さんにあだ名をつけるなら リモートで的中！レア体験 オンリーレディ | りんたろー。      |
| 8                 | 8月17日                | 王林（りんご娘）                                                  | 東京男子ダンディズム         | チェック 東京でこれやってる？ 王林ちゃんに教えたい！俺だけが知ってる東京の遊び方 | 粗品              |
| 9                 | 8月24日                | 菅田将暉                                                          | 菅田将暉ダンディズム         | 菅田将暉と気が合うのは誰だ！？どっち派ダンディズム 菅田将暉の力をかりてきめろ！女子にササるフレーズダンディズム 勝手にマッチングダンディズム                                        | 粗品              |
| 10                | 8月31日                | Creepy Nuts                                                       | 即興本音ダンディズム         | フリースタイルバトル リズムに乗って本音ダンディズム 即興コンビ愛ラップバトルダンディズム                                                                                            | 亜生              |
| 11                | 9月7日                 | デヴィ夫人                                                        | セレブにささるダンディズム   | デヴィ夫人を学べ！アンケートダンディズム デヴィ夫人をおもてなし 庶民派グルメダンディズム 目上の人が怒ったらどんな対応を取るか？立ち振る舞いダンディズム                             | 亜生              |
| 12                | 9月14日                | IKKO                                                              | 気配りダンディズム           | 目指せ！半沢直樹風ダンディズム これ理解できる？俺の気配りダンディズム IKKOの嘘を見抜け！審美顔ダンディズム 相手の心を思いやれ！格言ダンディズム                                     | せいや            |
| 13                | 10月12日               | 剛力彩芽                                                          | プレゼントセンスダンディズム | 勝手に妄想！僕たちの理想の剛力彩芽 プレゼントセンスダンディズム 勝手にマッチングダンディズム                                                                                        | 亜生              |
| SP                | 10月16日 19:00 - 20:54 | 平野レミ コシノヒロコ 吉田羊 若槻千夏 軍地彩弓 MB 本田翼          |                              | プレッシャー料理企画 抜き打ち！ガチ私服ランウェイ 自腹！銀座プレゼント対決 | -                 |
| 14                | 10月19日               | 平野レミ コシノヒロコ 吉田羊 若槻千夏 軍地彩弓 MB 本田翼 菅田将暉 |                              | ゴールデンSP延長戦&菅田将暉未公開シーン | -                 |
| 15                | 10月26日               | 杉村太蔵 野々村友紀子 三上洋 岩下尚史                             |                              | No.1コメンテーター決定戦 | 粗品              |
| 16                | 11月2日                | SHELLY                                                            |                              | 芸能界を生き抜く処世術を学ぶ! | -                 |
| 17                | 11月9日                | 指原莉乃                                                          |                              | 同世代ぶっちゃけトークパーティー | -                 |
| 18                | 11月23日               | 広瀬アリス                                                        |                              | 連帯責任スポーツ大会 | -                 |
| 19                | 11月30日               | 武田鉄矢                                                          |                              | 1つだけケタ違い品評会 | -                 |
| 20                | 12月7日                | 夏菜                                                              |                              | 最高の笑顔を引き出せ！スタジオワロス | -                 |
| 21                | 12月14日               | 長嶋一茂                                                          |                              | 1つだけケタ違い品評会 | -                 |

| 2021年（令和3年） | 2021年（令和3年）     | 2021年（令和3年） | 2021年（令和3年） |
| 回                | 放送日                | ゲスト | コーナー |
| ----------------- | --------------------- | --- | --- |
| 22                | 1月11日               | 清塚信也 | コレが欲しかったんだヒストリー プレッシャー脱獄ゲーム ムリズン                                                                                     |
| 23                | 1月18日               | ローランド | 己の五感を信じろ！1つだけケタ違い品評会 ROLANDの疑問に答えろ！ROLAND逆質問箱                                                                       |
| 24                | 1月25日               | 青山テルマ | 恋のモヤモヤ 解消裁判 代弁護士 プレッシャー脱獄ゲーム ムリズン                                                                                     |
| 25                | 2月1日                | 藤原紀香 | 己の五感を信じろ！1つだけケタ違い品評会 紀香を1番理解しているのは誰だ！？藤原紀香-1グランプリ                                                      |
| 26                | 2月8日                | ケンドーコバヤシ 小峠英二（バイきんぐ） レイザーラモンRG                                                                 | 最高の笑顔を引き出せ Studioワロス 芸能界で生き残る処世術を学ぼう！ケンドーコバヤシの永久保存ハードディスク                                         |
| 27                | 2月15日               | 森本慎太郎（SixTONES） ジェシー（SixTONES） 田中樹（SixTONES）                                                           | SixTONESと次世代バラエティ対決 もってるのはどっちだ！？                                                                                            |
| 28                | 2月22日               | 川島明（麒麟） | 本音で語ろう「ガチスケジュール」 芸能ネットニュース リアルorフェイク                                                                               |
| 29                | 3月1日                | 藤田ニコル | 己を知って明日をENJOY NEO心理テスト プレッシャー脱獄ゲーム ムリズン                                                                                |
| 30                | 3月8日                | 間宮祥太朗 | 間宮祥太朗の芸能人 悩メイトランキング！ 己の五感を信じろ！1つだけケタ違い品評会                                                                    |
| 31                | 3月15日               | みちょぱ | 初対面でお願いできる限界を検証 地味に愛してやまない俺の動画                                                                                        |
| 32                | 3月22日               | 堀田茜 | 己の味覚を信じろ！日本一マイスター 逆に聞きたい！6人に限界質問ショー                                                                               |
| 33                | 3月29日               | なし | 総集編 |
| 34                | 4月19日               | 中川大志 | 限界突破の逸品を見抜け！ケタ違い品評会 愛してやまない 俺の動画プレイリスト                                                                         |
| SP                | 4月26日 20:00 - 22:00 | 川口春奈 関口メンディー（EXILE） NAOTO（EXILE） TAKAHIRO（EXILE） 土屋太鳳                                               | 有名人が大人気キャラにナッテミタ 女子高生ナッテミタ選手権！ 抜き打ちガチ私服ランウェイ 国民的グループと対決SP 最高級の逸品を見抜け！ケタ違い品評会 |
| 35                | 5月3日                | なし | ゴールデンSP未公開 |
| 36                | 5月10日               | 永野芽郁 | |
| 37                | 5月17日               | 市川猿之助 | |
| 38                | 5月24日               | 河北麻友子 | |
| 39                | 5月31日               | 川田裕美 | |
| 40                | 6月7日                | 河合郁人（A.B.C-Z） | |
| 41                | 6月14日               | なし | 超人気芸能人が大集合SP |
| 42                | 6月21日               | 若槻千夏 | 変身芸能人は誰?ナッテミタ |
| 43                | 6月28日               | 石井亮次 | 変身芸能人は誰?ナッテミタ |
| 44                | 7月5日                | 白濱亜嵐（GENERATIONS from EXILE TRIBE） 小森隼（GENERATIONS from EXILE TRIBE） 佐野玲於（GENERATIONS from EXILE TRIBE） | |
| 45                | 7月27日（火）         | 小島瑠璃子 | |
| 46                | 8月3日（火）          | 浅田舞 | |
| 47                | 8月9日                | トリンドル玲奈 | 変身芸能人は誰?ナッテミタ |
| 48                | 8月16日               | 新井恵理那 | |
| 49                | 8月24日（火）         | えなこ | 変身芸能人は誰?ナッテミタ |
| 50                | 8月31日（火）         | 鷲見玲奈 | |
| 51                | 9月6日                | ガンバレルーヤ | |
| 52                | 9月13日               | ホラン千秋 | |
| SP                | 9月20日 20:00 - 22:00 | 高橋洋子 Toshi 村方乃々佳 佐藤三兄弟 谷まりあ 矢田亜希子 河合郁人（A.B.C-Z）                                             | ミラクルコラボクイズショー ヤッテミタ カラオケ95点未満で地獄行き！ドッキリウォータースライダー                                                     |
| 53                | 9月27日               | 保田圭 別府ともひこ（エイトブリッジ）                                                                                    | ゴールデン未公開 |
| 54                | 10月4日               | なし | ネットニュースをざわつかせた神回SP |
| 55                | 10月11日              | 中川翔子 | |
| 56                | 10月18日              | 浜辺美波 | |
| 57                | 10月25日              | 浜辺美波 | |
| 58                | 11月1日               | きゃりーぱみゅぱみゅ | |
| 59                | 11月8日               | 前田裕二 | |
| 60                | 11月15日              | 渋谷凪咲（NMB48） | |
| 61                | 11月22日              | マヂカルラブリー | |
| 62                | 11月29日              | アンミカ | |
| 63                | 12月6日               | 谷まりあ ウルフアロン トランプマン DJ KOO                                                                                | 1位の商品を当てろ!イチゲーム |
| 64                | 12月13日              | 大塚愛 | |

| 2022年（令和4年） | 2022年（令和4年） | 2022年（令和4年）                                  | 2022年（令和4年） |
| 回                | 放送日            | ゲスト                                             | コーナー |
| ----------------- | ----------------- | -------------------------------------------------- | --- |
| 65                | 1月10日           | ナイツ                                             | お笑いカルトQ!この画像だ～～れ!? |
| 66                | 1月17日           | 朝日奈央 谷まりあ ウルフアロン DJ KOO トランプマン | 3人合わせて10回跳ぶだけでクリア!足つぼ縄跳び 10秒以内に全員連続正解を目指せ!教科書プレッシャークイズ 1位の商品を当てろ!イチゲーム 未公開編 |
| 67                | 1月24日           | なし                                               | ネットをざわつかせた神回ランキング |
| 68                | 2月1日（火）      | おいでやす小田 インディアンス                      | イチガンチャレンジ 教科書プレッシャークイズ                                                                                                |
| 69                | 2月8日（火）      | 大島麻衣 ランジャタイ 那須川天心                   | 2022年必ずブレイクするアノ人をどこよりもサキドリスペシャル                                                                                 |
| 70                | 2月15日（火）     | 千賀健永（Kis-My-Ft2） 横尾渉（Kis-My-Ft2）        | 千賀・横尾のスター取扱説明書! ダンスで伝えろ!この曲なんの曲?                                                                               |
| 71                | 2月21日           | フワちゃん                                         | 今、フワちゃんと語りたい30のコト |
| 72                | 2月28日           | 蛍原徹                                             | 吉本芸人伝説 イチガンチャレンジ |
| 73                | 3月7日            | 島崎和歌子                                         | 春の生放送まであと少し!オール霜降りミキXIT感謝祭                                                                                           |
| 74（終）          | 3月14日           | コロコロチキチキペッパーズ                         | ケタ違い品評会 最終チャレンジ イチガンチャレンジ!答えを合わせましょう                                                                      |

## ネット局

### マッチングIV
| 放送対象地域 | 放送局           | 系列    | 放送日時                             | 遅れ       |
| ------------ | ---------------- | ------- | ------------------------------------ | ---------- |
| 関東広域圏   | TBSテレビ（TBS） | TBS系列 | 2019年9月25日（24日深夜）1:03 - 1:33 | 【制作局】 |

### レギュラー版
- 前番組『中居くん決めて!』に引き続き、全編ローカルセールス枠のため、TBSテレビ以外の通常時同時ネット局でも、臨時非ネットもしくは遅れネットに変更する場合があった。

| 放送対象地域   | 放送局                    | 系列    | 放送日時                     | 放送期間                       | 遅れ       |
| -------------- | ------------------------- | ------- | ---------------------------- | ------------------------------ | ---------- |
| 関東広域圏     | TBSテレビ（TBS）          | TBS系列 | 月曜 23:56 - 翌0:55          | 2020年6月29日 - 2022年3月14日  | 【制作局】 |
| 北海道         | 北海道放送（HBC）         | TBS系列 | 月曜 23:56 - 翌0:55          | 2020年10月1日 - 2022年3月14日  | 同時ネット |
| 青森県         | 青森テレビ（ATV）         | TBS系列 | 月曜 23:56 - 翌0:55          | 2020年10月12日 - 2022年3月14日 | 同時ネット |
| 岩手県         | IBC岩手放送（IBC）        | TBS系列 | 月曜 23:56 - 翌0:55          | 2020年6月29日 - 2022年3月14日  | 同時ネット |
| 宮城県         | 東北放送（tbc）           | TBS系列 | 月曜 23:56 - 翌0:55          | 2020年10月12日 - 2022年3月14日 | 同時ネット |
| 山形県         | テレビユー山形（TUY）     | TBS系列 | 月曜 23:56 - 翌0:55          | 2020年6月29日 - 2022年3月14日  | 同時ネット |
| 福島県         | テレビユー福島（TUF）     | TBS系列 | 月曜 23:56 - 翌0:55          | 2020年6月29日 - 2022年3月14日  | 同時ネット |
| 長野県         | 信越放送 (SBC)            | TBS系列 | 月曜 23:56 - 翌0:55          | 2020年6月29日 - 2022年3月14日  | 同時ネット |
| 静岡県         | 静岡放送（SBS）           | TBS系列 | 月曜 23:56 - 翌0:55          | 2020年7月1日 - 2022年3月14日   | 同時ネット |
| 鳥取県・島根県 | 山陰放送（BSS）           | TBS系列 | 月曜 23:56 - 翌0:55          | 2020年6月29日 - 2022年3月14日  | 同時ネット |
| 岡山県・香川県 | RSK山陽放送（RSK）        | TBS系列 | 月曜 23:56 - 翌0:55          | 2020年6月29日 - 2022年3月14日  | 同時ネット |
| 広島県         | 中国放送（RCC）           | TBS系列 | 月曜 23:56 - 翌0:55          | 2020年6月29日 - 2022年3月14日  | 同時ネット |
| 山口県         | テレビ山口（tys）         | TBS系列 | 月曜 23:56 - 翌0:55          | 2021年4月19日 - 2022年3月14日  | 同時ネット |
| 愛媛県         | あいテレビ（itv）         | TBS系列 | 月曜 23:56 - 翌0:55          | 2020年6月29日 - 2022年3月14日  | 同時ネット |
| 福岡県         | RKB毎日放送（rkb）        | TBS系列 | 月曜 23:56 - 翌0:55          | 2020年6月29日 - 2022年3月14日  | 同時ネット |
| 山梨県         | テレビ山梨（UTY）         | TBS系列 | 火曜（月曜深夜）0:00 - 1:00  | 2020年7月14日 - 2022年3月28日  | 遅れネット |
| 新潟県         | 新潟放送（BSN）           | TBS系列 | 水曜 23:56 - 翌0:55          | 2020年6月29日 - 2022年3月30日  | 遅れネット |
| 富山県         | チューリップテレビ（TUT） | TBS系列 | 火曜（月曜深夜）0:11 - 1:10  | 2020年8月4日 - 2022年3月28日   | 遅れネット |
| 中京広域圏     | CBCテレビ（CBC）          | TBS系列 | 月曜 23:59 - 翌0:59          | 2020年7月21日 - 2022年3月30日  | 遅れネット |
| 近畿広域圏     | 毎日放送（MBS）           | TBS系列 | 火曜（月曜深夜） 2:30 - 3:30 | 2020年7月9日 - 2022年4月13日   | 遅れネット |
| 沖縄県         | 琉球放送（RBC）           | TBS系列 | 水曜 23:59 - 翌0:59          | 2020年7月29日 - 2022年3月30日  | 遅れネット |
| 大分県         | 大分放送（OBS）           | TBS系列 | 月曜 23:56 - 翌0:55          | 2021年4月19日 - 2022年3月14日  | 遅れネット |
| 石川県         | 北陸放送（MRO）           | TBS系列 | 土曜（金曜深夜） 0:20 - 1:20 | 2021年5月1日 - 2021年9月25日   | 遅れネット |

過去のネット局
- 長崎県：長崎放送（NBC）
- 熊本県：熊本放送（RKK）[注 9]
- 鹿児島県：南日本放送（MBC）
  - 何れの局も番組開始から同時ネットで放送されていたが、2021年3月22日の放送を最後にネット打ち切り。

### ゴールデンSP
| 放送対象地域   | 放送局                    | 系列    | 遅れ       |
| -------------- | ------------------------- | ------- | ---------- |
| 関東広域圏     | TBSテレビ（TBS）          | TBS系列 | 【制作局】 |
| 北海道         | 北海道放送（HBC）         | TBS系列 | 同時ネット |
| 青森県         | 青森テレビ（ATV）         | TBS系列 | 同時ネット |
| 岩手県         | IBC岩手放送（IBC）        | TBS系列 | 同時ネット |
| 宮城県         | 東北放送（tbc）           | TBS系列 | 同時ネット |
| 山形県         | テレビユー山形（TUY）     | TBS系列 | 同時ネット |
| 福島県         | テレビユー福島（TUF）     | TBS系列 | 同時ネット |
| 山梨県         | テレビ山梨（UTY）         | TBS系列 | 同時ネット |
| 長野県         | 信越放送（SBC）           | TBS系列 | 同時ネット |
| 新潟県         | 新潟放送（BSN）           | TBS系列 | 同時ネット |
| 静岡県         | 静岡放送（SBS）           | TBS系列 | 同時ネット |
| 富山県         | チューリップテレビ（TUT） | TBS系列 | 同時ネット |
| 石川県         | 北陸放送（MRO）           | TBS系列 | 同時ネット |
| 中京広域圏     | CBCテレビ（CBC）          | TBS系列 | 同時ネット |
| 近畿広域圏     | 毎日放送（MBS）           | TBS系列 | 同時ネット |
| 鳥取県・島根県 | 山陰放送（BSS）           | TBS系列 | 同時ネット |
| 岡山県・香川県 | RSK山陽放送（RSK）        | TBS系列 | 同時ネット |
| 広島県         | 中国放送（RCC）           | TBS系列 | 同時ネット |
| 山口県         | テレビ山口（tys）         | TBS系列 | 同時ネット |
| 愛媛県         | あいテレビ（itv）         | TBS系列 | 同時ネット |
| 高知県         | テレビ高知（KUTV）        | TBS系列 | 同時ネット |
| 福岡県         | RKB毎日放送（rkb）        | TBS系列 | 同時ネット |
| 長崎県         | 長崎放送（NBC）           | TBS系列 | 同時ネット |
| 熊本県         | 熊本放送（RKK）           | TBS系列 | 同時ネット |
| 大分県         | 大分放送（OBS）           | TBS系列 | 同時ネット |
| 宮崎県         | 宮崎放送（mrt）           | TBS系列 | 同時ネット |
| 鹿児島県       | 南日本放送（MBC）         | TBS系列 | 同時ネット |
| 沖縄県         | 琉球放送（RBC）           | TBS系列 | 同時ネット |

## スタッフ
2022年1月31日以降
- 構成：飯塚大悟、デーブ八坂、ビル坂恵、佐藤大地（2021年4月20日 - ）、白武ときお、植田将崇（2020年10月12日 - ）
- TM：高岡崇靖（TBS）
- TD：中里子、荻野祐也【週替り】
- カメラ：鈴木菜奈
- VE：三上茉梨、木野内洋、田中香鈴【週替り】
- 照明：加藤由美子
- 音声：小岩英樹、和田良介【週替り】
- メインビジュアル：buggy（以前はイラスト）
- CG：Tainazing
- 編集：椎名遼、佐藤瞳、十倉大樹【週替り】
- MA：横田良孝
- 音効：藤代広太
- 美術P：高田太郎
- 美術デザイン：金子靖明
- 美術制作：田中秀和
- 装置：正代俊明
- 操作：富千優、塚上博
- 電飾：森田光俊、小林伊織
- 装飾：安藤豪
- アクリル装飾：森美男
- 植木装飾：津久井玲子
- 化粧：アートメイク・トキ
- 技術協力：TBS ACT（旧東通）、Roppongi-lab【毎週】、VIC、J-crew【週替り】
- 編成：森岡梢（TBS）
- 宣伝：小山陽介・久永洋平（TBS）
- TK：滝本優子
- デスク：菊池友加里
- リサーチ：テソロ
- AP：吉澤豪起（エクセリング）、吉田寛（daInaRI）、垣内ちひろ（MBS企画）【週替り】
- AD：對馬未沙子（D:COMPLEX）【毎週】、辰巳桃子（MBS企画）、沖野晃良、小張頌太、神邊美海（daInaRI）【週替り】
- ディレクター：唐澤景一（TBS）【毎週】、辻井孝之（dalnaRI）、森賀紀行（MBS企画）、桂亮太（MBS企画）【週替り】
- FD：川名良和（合同会社フロアーズANDカンパニー、2021年3月15日 - ）
- 演出：藤田亘（TBS、2021年10月 - 、2021年3月15日 - 9月までプロデューサー）、茂垣考宏（D:COMPLEX、以前はディレクター）、相澤雄、平岩憲和（daInaRI）、日下真行（MBS企画）
- 担当プロデューサー：古賀太隆（D:COMPLEX）、梶山智未（古賀・梶山→以前はプロデューサー）、荒井美妃（mellow life）、関原奈津子（荒井・関原→以前はキャスティングP）、宍戸透【毎週】、千田幸博（エクセリング、以前はプロデューサー）【週替り】・富永衣里子（吉本興業）【毎週】
- 総合演出：大谷眞純（2021年3月15日 - ）
- プロデューサー：麻生邦浩（TBS、以前は担当プロデューサー）
- エグゼクティブプロデューサー：畠山渉（TBS、2021年11月 - 、2020年10月12日 - 2021年10月までチーフプロデューサー）
- 制作協力：吉本興業、D:COMPLEX、エクセリング、MBS企画、daInaRI
- 制作：TBSテレビコンテンツ制作局バラエティ制作二部
- 製作著作：TBS

### 過去のスタッフ
- TM：山下直（TBS）
- 編集：奥山修
- 美術P：桝本瑠璃（TBS）
- 美術制作：宇賀田暁彦（一時離脱→復帰）
- 操作：田上雄一郎
- アクリル装飾：森英明、磯田愛美
- 植木装飾：村佳子
- 編成：川島優子（TBS）
- デスク：大澤麻子
- AP：武藤佑樹（吉本興業）、古井絵里子（daInaRI）
- AD：中村早紀、中井知栄（daInaRI）、菊池美姫（MBS企画）、福岡尚也、髙橋泰崇（daInaRI）
- ディレクター：足立達哉、佐藤孝之、伊豫直哉、湯浅遼（D:COMPLEX）、加藤雄一朗（TBS）、戸田悠貴（BERMUDA）、田野文哉
- FD：柳沢光一郎（TBS）
- 演出：守屋茂員（M-SPOT）、亀山剛志（kimika）、石野将（エクセリング）
- 担当プロデューサー：篠塚純（TBS、以前はCP→プロデューサー）、嘉多山憲嗣・小林立実（吉本興業）、出合信之（MBS企画）
- 総合演出：岡田純一
- プロデューサー：近藤陽子（吉本興業）